# Goryphus melanius
Goryphus melanius är en stekelart som först beskrevs av Szepligeti 1916.  Goryphus melanius ingår i släktet Goryphus och familjen brokparasitsteklar. Inga underarter finns listade i Catalogue of Life.